# 蕭和尚
蕭和尚（しょう かしょう、生没年不詳）は、遼（契丹）の政治家。字は洪寧。

## 経歴
国舅大父房の末裔。開泰初年、御盞郎君に任じられ、まもなく内史・太医等局都林牙となった。北宋に対して正月を祝う使者として赴いたとき、宴会の席次を節度使の下に置かれた。和尚は「このような席次は大国の使者にふさわしい礼遇ではない。また錦服を賜物とするのは、蕃部に対する待遇のようだ。もしこのようなことであれば、わたしは宴会に参加しない」と言った。そこで宋側は賜物を紫服に換え、席次は執政と同等に改めた。
開泰8年（1019年）秋、唐古部節度使となり、死去した。
弟に蕭特末があった。

## 伝記資料
- 『遼史』巻86 列伝第16